# Piper PA-14 Family Cruiser
Le Piper PA-14 Family Cruiser était un avion léger de loisirs américain, conçu par Piper Aircraft à la fin des années 1940.

## Conception et développement
Le constructeur aéronautique Piper Aircraft avait construit l'avion de tourisme triplace PA-12 Super Cruiser entre février 1946 et mars 1948. En 1947, le concept du PA-12 fut adapté à un arrangement à quatre places par l'élargissement de la cabine de cinq pouces 12,7 cm au niveau de la planche de bord et l'ajout de volets à fente sur les ailes. La configuration initiale à aile haute et train d'atterrissage conventionnel furent conservés. Le prototype du PA-14 effectua son premier vol le 21 mars 1947 depuis l'usine de la compagnie à Lock Haven, en Pennsylvanie.

## Carrière opérationnelle
Un second PA-14 fut fabriqué le 6 février 1948, et les premières livraisons aux clients furent effectuées plus tard dans la même année. 238 exemplaires furent produits, la plupart étant vendus à des pilotes privés aux États-Unis, mais certains appareils étant exportés vers des pays étrangers, dont plusieurs exemplaires en France. L'avion fut lancé en plein milieu d'une période de difficultés financières pour la compagnie et finalement, peu après la mise sur le marché du Family Cruiser, Piper fut placée en redressement judiciaire, une situation dont elle parvint à se sortir.
103 exemplaires du PA-14 existaient encore dans les registres américains en novembre 2018, dont 61 exemplaires basés en Alaska.

## Spécifications techniques (PiperPA-14)

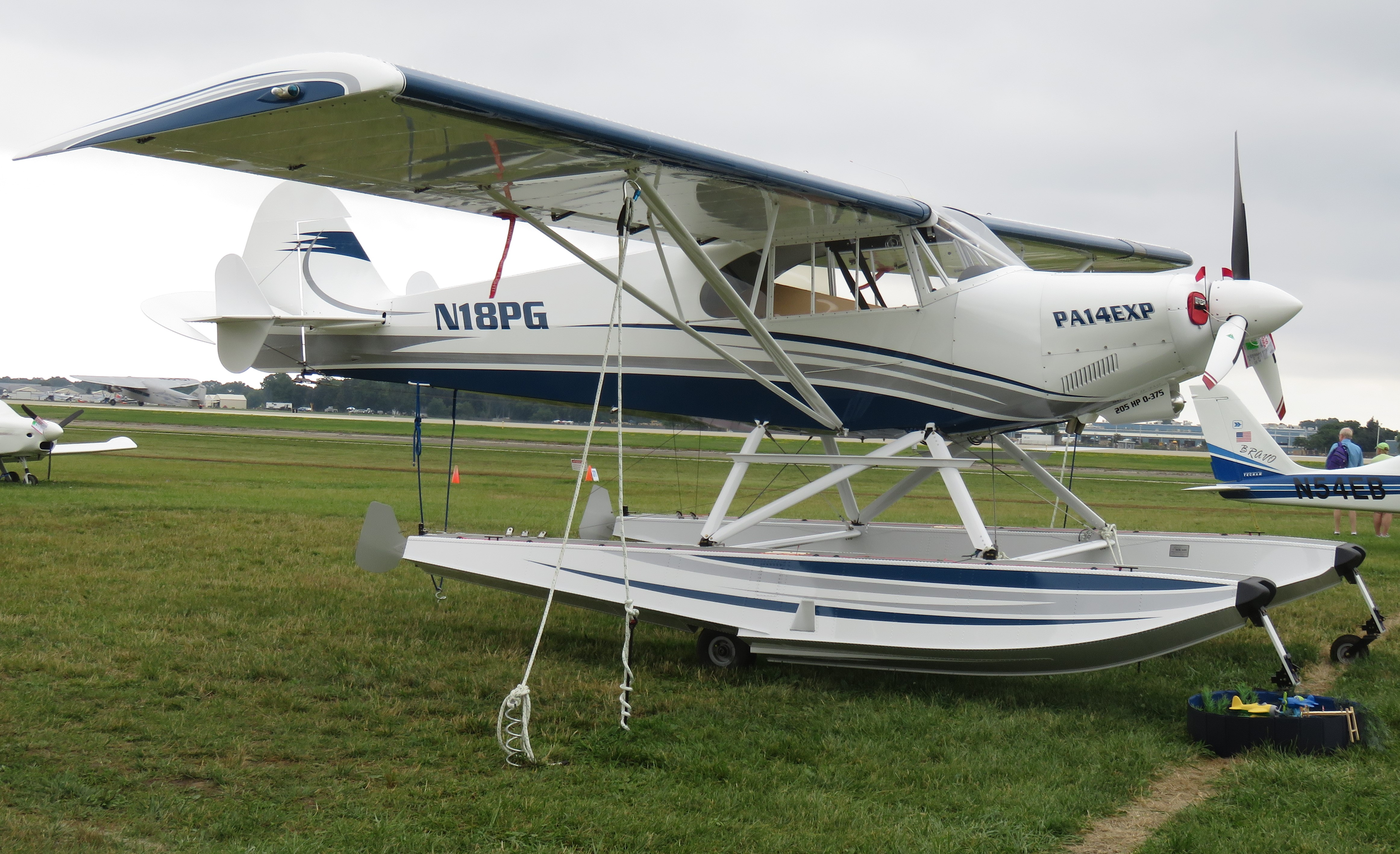
Un PA-14 doté d'une modification expérimentale à base de flotteurs amphibies.

Données de FAA - Aircraft Specification No. A-797
Caractéristiques générales
- Équipage : 1 pilote
- Capacité : 3 passagers
- Longueur : 7,06 m
- Envergure : 10,82 m
- Hauteur : 1,96 m
- Surface alaire : 16,66 m2
- Masse à vide : 463 kg
- Masse maximale au décollage : 839 kg
- Moteur : 1   moteur à 4 cylindres à plat refroidis par air Lycoming O-235-C1 de 115 ch (86 kW)  à 2 800 tr/min
- Hélices : bipale

 Performances 
- Vitesse à ne jamais dépasser : 239 km/h
- Vitesse maximale : 198 km/h
- Vitesse de croisière : 178 km/h
- Vitesse de décrochage : 74 km/h
- Distance franchissable : 674 km
- Plafond : 3 800 m
- Vitesse ascensionnelle : 180 m/min
- Charge alaire : 50,36 kg/m2
- Rapport poids-puissance : 4,03 kg/ch